# Lena Berggren
Lena Berggren, född 1 juli 1970, är en svensk historiker.
Berggren bedriver forskning om svensk antisemitism, ultranationalism och fascism. Hon disputerade 1999 vid Umeå universitet med avhandlingen Nationell upplysning: drag i den svenska antisemitismens idéhistoria. Därefter var hon ett år gästforskare vid Oxford Brookes University i Storbritannien. Åren 2003–2005 ledde hon forskningsprojektet Den svenska fascismen 1920–1950, den första vetenskapliga studien över svensk fascism i sin helhet under mellankrigstiden och krigsåren 1939–1945. 
År 2015 utsågs hon tillsammans med 16 kolleger vid Umeå universitet till "Excellent lärare", i ett nyinrättat meriteringssystem. Hösten 2016 hade hon en STINT "Teaching Sabbatical" vid University of California, Los Angeles (UCLA) i USA. Under 2017 har hon medel från Riksbankens Jubileumsfond och arbetar på en ideologianalytisk översikt om svensk fascism 1920-1950 som kommer att publiceras på engelska. 
Lena Berggren är verksam vid Umeå universitet, där hon är universitetslektor i historia vid Institutionen för idé- och samhällstudier.

## Uppdrag
Åren 1998–2000 var Lena Berggren Sveriges suppleant i europaorganet ”Europeiska centrumet för övervakning av rasism och främlingsfientlighet” med säte i Wien, Österrike. Perioden 2001–2005 var Berggren ledamot i Vetenskapsrådets programgrupp för projektet "Sveriges förhållande till nazismen, Nazityskland och Förintelsen".

## Publikationer i urval
- Johansson, Kalle; Berggren Lena (2017). Vad är egentligen fascism?. Verbal förlag. Libris 19942042. ISBN 9789187777233
- Berggren, Lena (16 februari 2017). ”Fascismens återkomst”. Forskarbloggen. Umeå universitet. Arkiverad från originalet den 12 mars 2017. https://web.archive.org/web/20170312040323/https://www.blogg.umu.se/forskarbloggen/2017/02/fascismens-aterkomst/. Läst 9 mars 2017.
- Berggren, Lena (2014). Blodets renhet: en historisk studie av svensk antisemitism. Malmö: Arx. Libris 14977776. ISBN 9789187043345
- Berggren, Lena (2007). ”Den svenska flyktingdebatten under krigsåren”. Historisk tidskrift (Stockholm) 2007(127):2,:  sid. [325]-331. 0345-469X. ISSN 0345-469X. Libris 10474805
- Berggren, Lena (1999). Nationell upplysning: drag i den svenska antisemitismens idéhistoria. Stockholm: Carlsson. Libris 7622451. ISBN 91-7203-875-6
- Berggren, Lena (1997). Från bondeaktivism till rasmystik: om Elof Erikssons antisemitiska skriftställarskap 1923-1941. Idéhistoriska skrifter, 0282-7646 ; 19. Umeå: Univ. Libris 7617882. ISBN 91-7191-291-6

Lena Berggren har flera gånger medverkat i podcasten Mediespanarna, först 2013 och senast i februari 2017 i avsnittet "Den alternativa fascismen".